# タイムコップ2
『タイムコップ2』（Timecop2: The Berlin Decision）は2003年にアメリカで製作されたビデオ映画。

## あらすじ
TECの捜査官ライアン・チャンは任務のために20世紀のナチス・ドイツへとタイムスリップした。しかし、そこにはTECと対立関係にある組織「歴史証明協会」のブランドン・ミラーが現れる。彼の目的はアドルフ・ヒトラーを抹殺し、後の虐殺を未然に防ぐ事であった。間一髪のところで彼の計画を阻止したライアンだったが、その際にミラーの妻サーシャを射殺してしまう。ミラーは刑務所に送られたが、今度は歴史証明協会の仕業と思われるTEC捜査官の暗殺事件が発生。更にミラーが脱獄し、次々とTEC捜査官が暗殺されていく。ライアンはミラーを追い、タイムスリップを試みるが・・・。

## キャスト
| 役名                                    | 俳優                         | 日本語吹替                                                  |
| --------------------------------------- | ---------------------------- | ----------------------------------------------------------- |
| ライアン・チャン                        | ジェイソン・スコット・リー   | 東地宏樹                                                    |
| ブランドン・ミラー                      | トーマス・イアン・グリフィス | 鈴置洋孝                                                    |
| ベッツィー医師                          | メアリー・ペイジ・ケラー     | 山崎美貴                                                    |
| オルーク                                | ジョン・ベック               | 小林勝彦                                                    |
| タイラー・ジェファーズ                  | タヴァ・スマイリー           | 安藤麻吹                                                    |
| サーシャ・ミラー                        | トリシア・バリー             | 水落幸子                                                    |
| マイケル・トラビス                      | ジョシュ・ハモンド           | 円谷文彦                                                    |
| フランク・ナイト                        | ピート・アンティコ           | 菅原淳一                                                    |
| ジョン・チャン教授                      | ケネス・チョイ               | 佐藤淳                                                      |
| ローズ・アンダーソン フランシス・チャン | エイプリル・フィーセル       | 佐藤祐四                                                    |
| ジョナサン・ハンリー                    | ジョナサン・クライン         | 志村知幸                                                    |
| ネイル・ジョンソン                      | ネイル・ディクソン           | 小室正幸                                                    |
| ジェイソン・アンダーソン                | スティーブ・バン・ウォーマー | 吉見一豊                                                    |
| ビッグ・ジム                            | ロバート・キャラダイン       | 小室正幸                                                    |
| その他                                  |                              | 遠藤純一 正木美也子 奥田啓人 田村聖子 村竹あおい 小谷津央典 |
|                                         |                              |                                                             |
| 演出                                    |                              | 中野洋志                                                    |
| 翻訳                                    |                              | 前田美由紀                                                  |
| 制作                                    |                              | ACクリエイト                                                |